# أحمد فريد أبو شادي
أحمد فريد أبو شادي (مواليد 28 نوفمبر 1909 - شبين الكوم، المنوفية) كان مبارز سيف مصري مثل مصر في منافسات السيف المنحني الفردي والجماعي في الألعاب الأولمبية الصيفية لعام 1948 و1952 ويحمل لقب أقدم مبارز أولمبي مصري.